# Anan, Haute-Garonne
 Anan  là một xã thuộc tỉnh Haute-Garonne trong vùng Occitanie ở tây nam nước Pháp. Xã nằm ở khu vực có độ cao trung bình 210 mét trên mực nước biển.

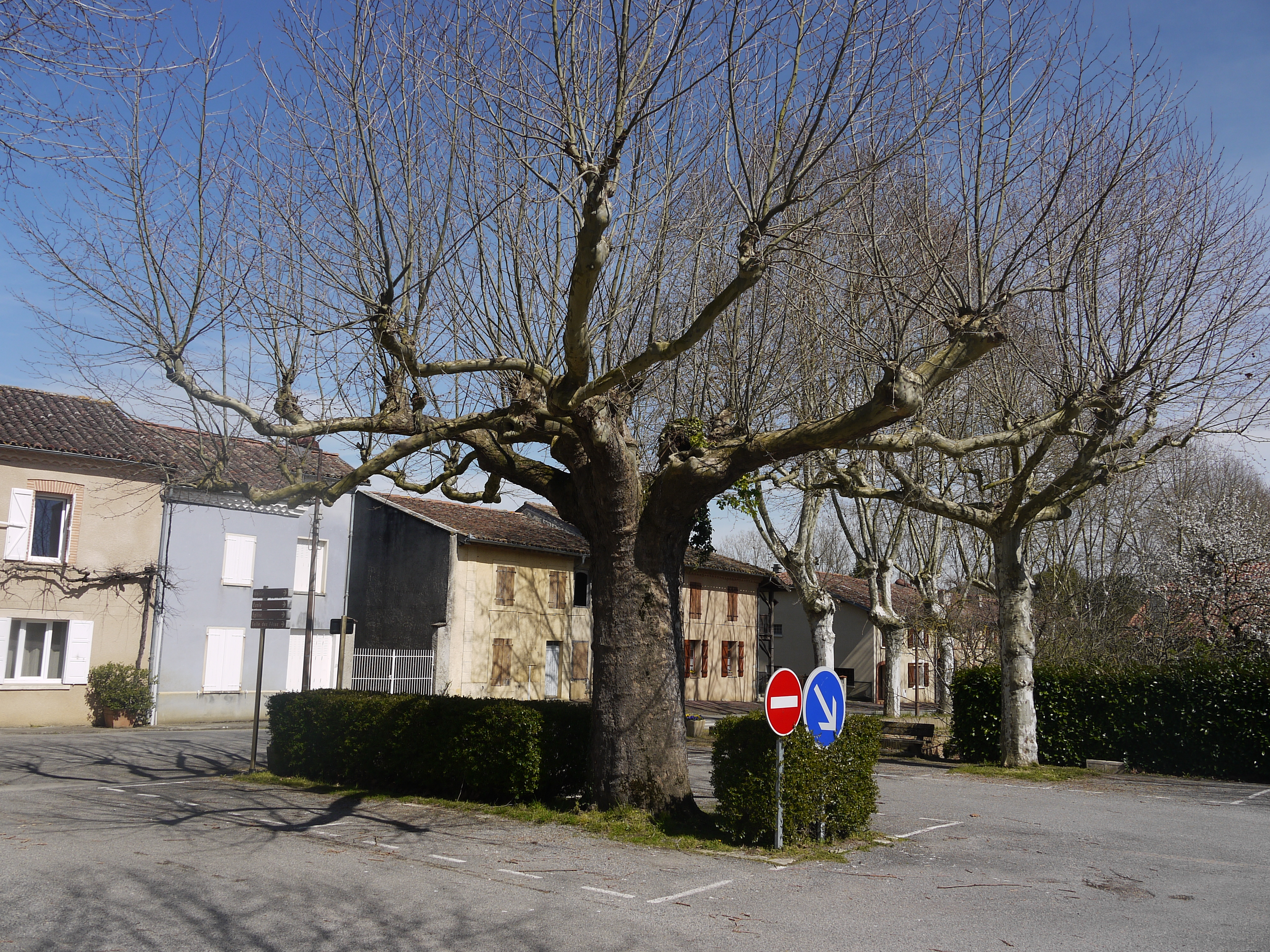
Anan